# Amblycratus pallida
Amblycratus pallida är en insektsart som beskrevs av Philip Reese Uhler 1895. Amblycratus pallida ingår i släktet Amblycratus och familjen vedstritar. Inga underarter finns listade i Catalogue of Life.